# Cor Blekemolen
Cornelius "Cor" Blekemolen (Amsterdam, 7 de febrer de 1894 - Hilversum, 28 de novembre de 1972) va ser un ciclista neerlandès, que fou professional entre 1915 i 1935. Es dedicà principalment al ciclisme en pista. Com a amateur guanyà un campionat del món de mig fons.

## Palmarès
- 1914
  -  Campió del món de mig fons amateur
  -  Campió dels Països Baixos amateur de mig fons
- 1920
  -  Campió dels Països Baixos de mig fons
- 1931
  -  Campió dels Països Baixos de mig fons